# Cerocala sanana
Cerocala sanana är en fjärilsart som beskrevs av Embrik Strand 1917. Cerocala sanana ingår i släktet Cerocala och familjen nattflyn. Inga underarter finns listade i Catalogue of Life.